# Zâmbru

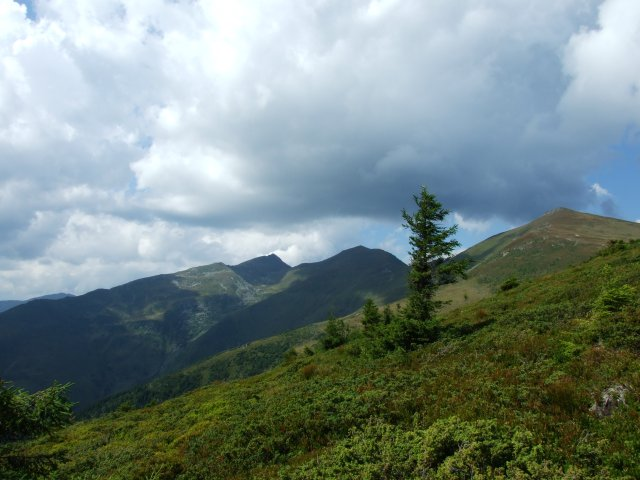
Zâmbru în Munţii Rodnei

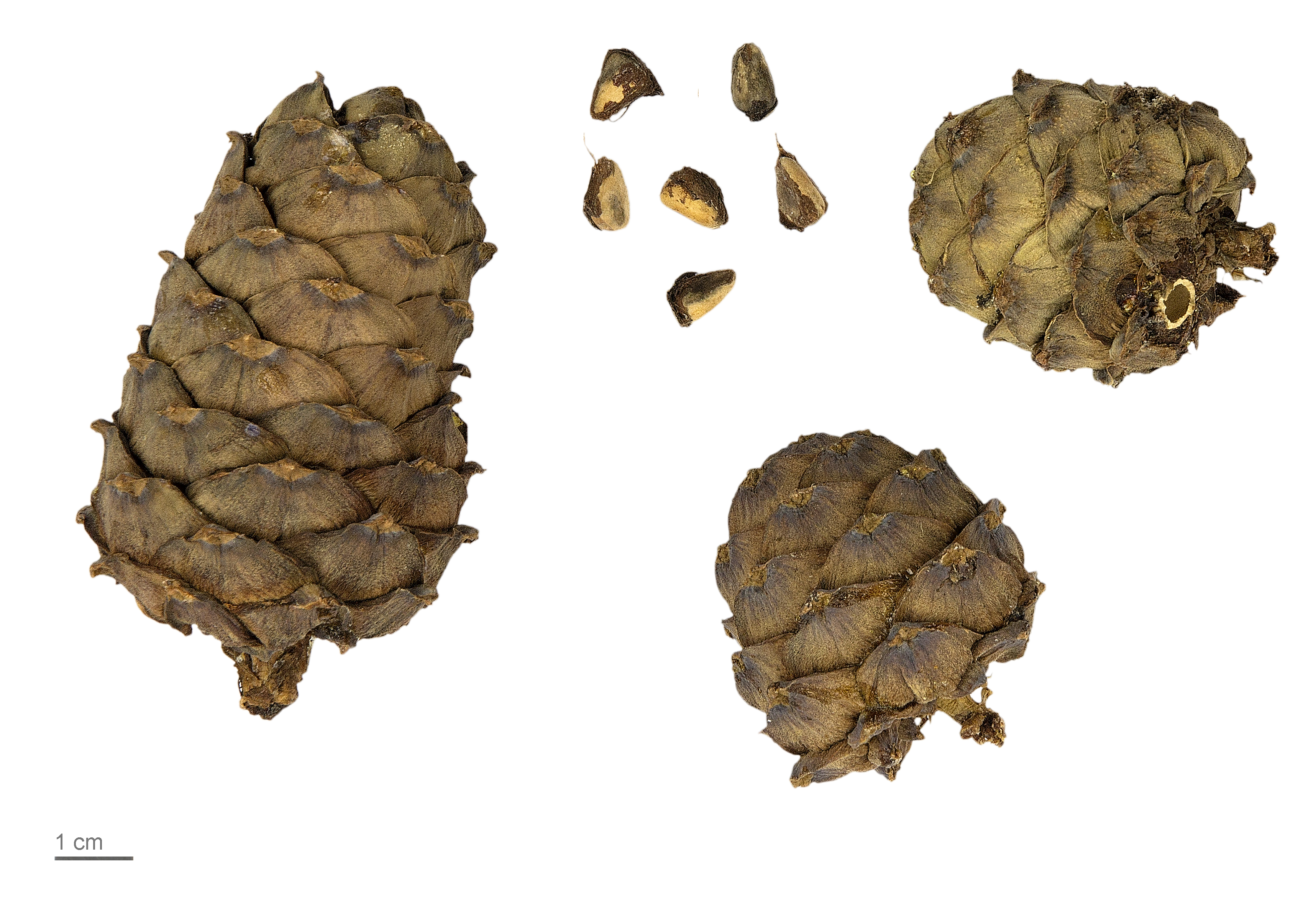
Pinus cembra - MHNT

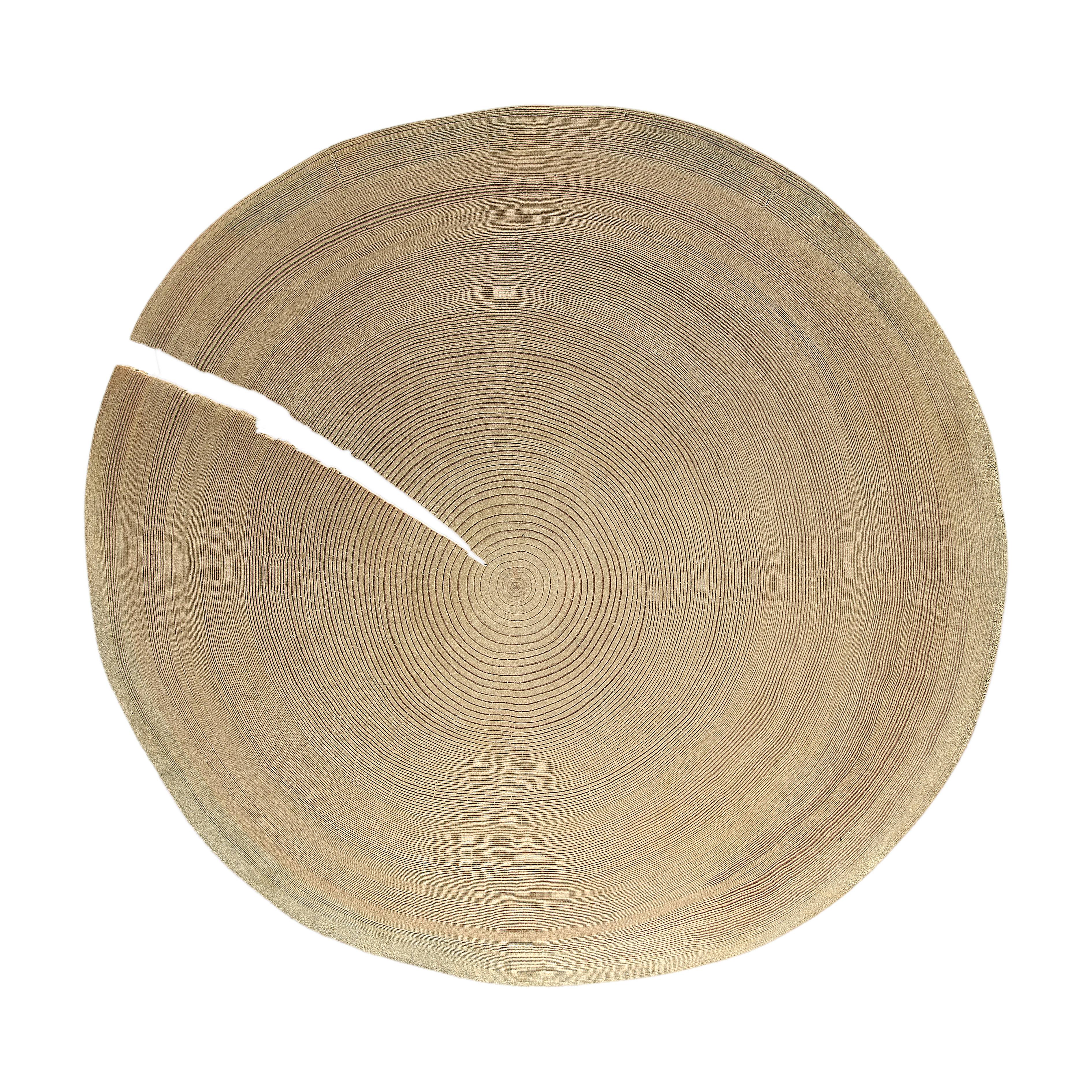
Pinus cembra

Zâmbrul (Pinus cembra), este un arbore conifer, specific zonelor montane.

## Descriere
Acest arbore poate atinge o înălțime de până la 20–25 m și un diametru de 2 m, înrădăcinare pivotantă cu o bună rezistență la doborâturile de vânt; are coroana în tinerețe îngust-piramidală, apoi largă și rotunjită, adesea neregulată, cu multe vârfuri. Scoarța este verde-cenușie, netedă. Zâmbrul are acele subțiri, în trei muchii, rigide și grupate câte 5 pe un brahiblast, cu o lungime de până la 10 cm, de culoare verde-întunecat, lucitoare. Conurile, ovoidale și erecte, conțin semințe mari, nearipate, cu miezul comestibil, apreciate în unele părți ca alunele la noi, de 10 cm lungime, și semințe de 5 mm. 
Lemnul său este maro-închis, foarte rezistent, folosit la fabricarea mobilei și în sculptură.
Produce lemn valoros și foarte trainic.

## Răspândire
Zâmbrul este răspândit în Europa, prin Alpi și Carpați, în zona subalpină și alpină, este rezistent la climatul de mare altitudine, cu geruri și variații termice extreme. Este pretențios față de lumină. Specie indigenă, se găsește insular, izolat sau în grupe la limita superioară a zonei forestiere în văi cu fenomene glaciare din munții Călimani, Rodnei, Făgăraș, Parâng și mai ales în Retezat, unde urcă la peste 2000 m.